# Leopold Hofmann (Fußballspieler)
Leopold „Poldl“ Hofmann (* 31. Oktober 1905 in Wien; † 9. Jänner 1976 ebenda) war ein österreichischer Fußballspieler auf der Position eines Läufers. Abwechselnd mit dem Rapidler Josef Smistik spielte er als Centerhalf im legendären Wunderteam. Mit seinem Stammverein First Vienna FC konnte Leopold Hofmann zudem den Mitropacup gewinnen.

## Karriere
Leopold Hofmann begann seine Fußballkarriere bei der Gersthofer SV, von wo er Anfang 1925 zur Vienna wechselte. Bereits wenige Monate später, am 24. Mai 1925 spielte er erstmals als 19-Jähriger für das österreichische Nationalteam gegen die Tschechoslowakei. Ab dem Jahre 1927, genauer nach dem 6:0-Kantersieg gegen den „Erzrivalen“ Ungarn, wurde er von Hugo Meisl regelmäßig ins Team berufen. Den Zenit seiner Karriere erreichte der Läufer zu Beginn der 1930er Jahre. Als Wunderteamspieler feierte er ein 8:1 gegen die Schweiz sowie ein 8:2 gegen Ungarn. Gleichzeitig konnte er mit der Vienna zwei Mal Meister werden und ebenso oft den Cup auf die Hohe Warte holen. Zudem stand Leopold Hofmann mit den Blau-Gelben im Mitropacupfinale 1931, dem Vorläufer des Europapokals. Das rein-österreichische Endspiel gegen den Wiener AC konnte Hofmanns Team mit zwei Siegen für sich entscheiden.
Nach dem Ende der Ära des Wunderteams kam Leopold Hofmann zusehends seltener zum Zug im Nationalteam. Zwar wurde er für die Fußball-Weltmeisterschaft 1934 in Italien nominiert, bei der das österreichische Team bis ins Halbfinale kam, er selbst spielte jedoch in keiner einzigen Partie. Sein letztes Match im Nationalteam absolvierte er am 24. Oktober 1937 in Prag gegen die Tschechoslowakei (1:2-Niederlage). Gegen Ende seiner Karriere konnte er mit der Vienna noch einen kleinen Erfolg feiern: Nach dem verpatzten Pokalfinale 1936 gewannen die Döblinger mit Hofmann den Cup im folgenden Jahr. 1939 verließ der Läufer schließlich die Vienna und ließ seine Spielerkarriere bei seinem Stammverein in Gersthof ausklingen.
Anschließend war er bei der Vienna als Trainer tätig (Nachwuchs und Kampfmannschaft). 1954/55 wurde die Vienna unter ihm das letzte Mal österreichischer Meister.
Er wurde am Hernalser Friedhof bestattet.

## Stationen
- First Vienna FC (1925–1939)

## Erfolge
- 1 × Mitropapokalsieger: 1931
- 2 × Österreichischer Meister: 1931, 1933
- 3 × Österreichischer Vizemeister: 1926, 1932, 1936,
- 3 × Österreichischer Cupsieger: 1929, 1930, 1937
- 3 × Österreichischer Cupfinalist: 1925, 1926, 1936

- 27 Länderspiele und ein Tor für die österreichische Fußballnationalmannschaft von 1925 bis 1937